# Consolidated PBY Catalina
Il Consolidated PBY Catalina (designazione di fabbrica "Model 28") era un aereo da pattugliamento marittimo, realizzato a partire dalla seconda metà degli anni trenta dall'azienda statunitense Consolidated Aircraft Corporation.
Costruito in diverse versioni, sia come idrovolante che come anfibio, venne impiegato dall'United States Navy, la marina militare statunitense, e da diversi Paesi alleati; fu il velivolo di maggiore successo della sua categoria durante la seconda guerra mondiale.
Nonostante la vetustà del progetto e più di 80 anni di carriera, un consistente numero di esemplari viene tuttora utilizzato nella lotta aerea antincendio; altri velivoli superstiti vengono impiegati come warbird nelle rievocazioni storiche.

## Storia del progetto
Il progetto del Catalina si deve all'ingegnere Isaac M. Laddon, che lo disegnò in risposta a una specifica dell'U.S. Navy: il requisito era relativo a un pattugliatore marittimo con cui sostituire i precedenti Consolidated P2Y (costruiti anche dalla Glenn L. Martin Company con la denominazione Martin P3M).
Il nuovo aereo doveva avere un peso totale non superiore a 25 000 libbre (11 340 kg), essere un monoplano azionato da due motori radiali Pratt & Whitney XR-1830-68 Twin Wasp T1A1-G da 800 hp e avere un'autonomia di 3 000 miglia (4 828 km) alla velocità di crociera di 100 miglia all'ora (161 km/h) 160 km/h.
L'idrovolante Consolidated Model 28 fu accettato quale finalista del concorso unitamente al modello presentato dalla Douglas; di quest'ultimo fu ordinato un prototipo designato XP3D-1 il 20 maggio 1933, mentre quello del Model 28 fu richiesto solo il 28 ottobre successivo, con designazione XP3Y-1.
Il disegno dell'XP3Y-1 costituiva una sostanziale rivisitazione di quello del Consolidated P2Y, dal quale si differenziava in primo luogo per la configurazione alare monoplana, per la fusoliera a un solo piano e per l'impiego dei già citati motori di più recente concezione.

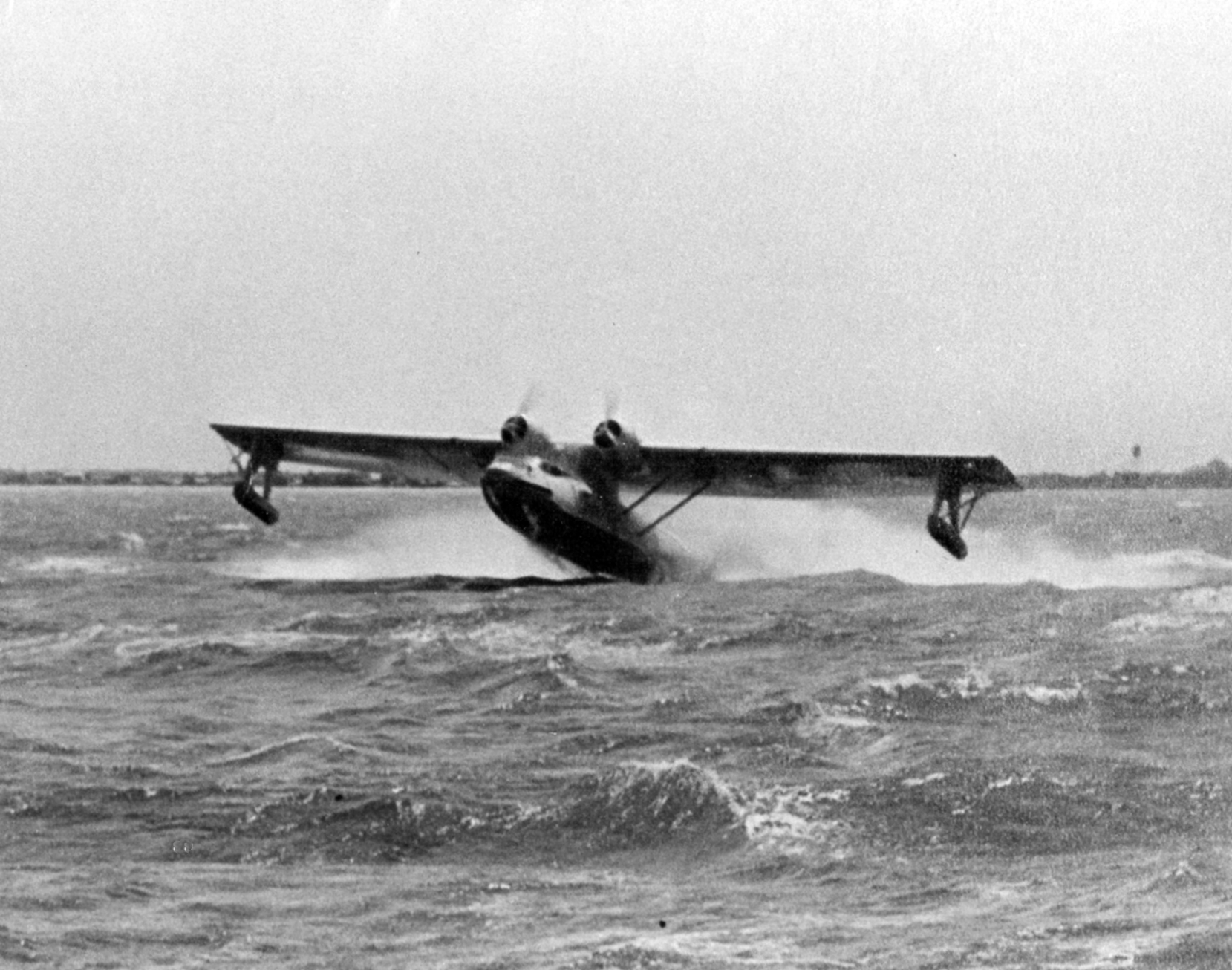
Il Consolidated XPBY-1 (BuNo 9459) durante le prove in acqua, al largo dell'Isola di Santa Catalina, California (USA), nel 1935.

Portato in volo per la prima volta sul Lago Erie il 28 marzo del 1935, l'XP3Y-1 mise in evidenza caratteristiche di tutto rilievo, pur necessitando (come emerso durante una serie di voli di prova svolti presso la Coco Solo Naval Air Station, la base aerea della marina statunitense situata nella Zona del Canale di Panama a Coco Solo) di alcune modifiche all'impennaggio.
All'atto pratico i due modelli concorrenti non evidenziarono sostanziali differenze nelle prestazioni ma il minor prezzo (90.000 $, contro i 110.000 del rivale) fece propendere il parere della commissione dell'U.S. Navy (incaricata di esaminare le due proposte) verso il modello presentato dalla Consolidated.
Il 29 giugno 1935 venne emesso un ordine di fornitura per 60 esemplari con la nuova designazione di PBY-1: in sostanza il ruolo del velivolo affiancava quello di bombardiere ai già previsti compiti di ricognitore (secondo il sistema di designazione in vigore il codice "PB" indicava Patrol Bomber).
Il prototipo XP3Y-1 diede dimostrazione delle proprie potenzialità volando senza scalo tra la base di Coco Solo e San Francisco in 34 h e 51 min, nel mese di ottobre del 1935. Rientrato presso la casa costruttrice per le modifiche necessarie a renderlo pienamente operativo, il prototipo ne uscì nel marzo (o maggio) successivo per raggiungere il reparto di destinazione (lo squadron VP-11F) in concomitanza con il completamento dei primi esemplari di serie. I velivoli di questa prima versione (60 in tutto) integrarono una serie di modifiche già sperimentate sul prototipo, tra le quali l'adozione di motori R-1830-64 Twin Wasp SB-G da 900 hp.
Già nel mese di luglio dello stesso anno la U.S. Navy emise l'ordine per 50 esemplari della nuova versione PBY-2 (identificata dal costruttore come "Model 28-2"), caratterizzata dalla differente configurazione dell'impennaggio e dall'incremento del carico di bombe trasportabili.
La successiva versione PBY-3 ("Model 28-3"), equipaggiata con nuovi motori di maggiore potenza, venne ordinata (in 66 unità) nel successivo mese di novembre mentre fu del dicembre del 1937 l'ordine per 33 esemplari della versione PBY-4 ("Model 28-4"): in questa versione, dotata di motori ulteriormente aggiornati, fecero per la prima volta la propria comparsa le caratteristiche bolle vetrate ai lati della fusoliera, a copertura delle postazioni delle mitragliatrici.
Nel corso del 1938 l'Unione Sovietica acquistò 2 o 3 esemplari del Model 28-2 (o, secondo altri, 3 Model 28-3), dotati di motori Wright Cyclone, e la relativa licenza di costruzione per una versione denominata GST (da Gidro Samolet Transportnyj, "Aereo Idrovolante da Trasporto"). La produzione fu assegnata agli stabilimenti dell'OKB-49, situati a Taganrog (sul Mar d'Azov), la cui direzione era affidata a Georgij Michajlovič Beriev.
Circa la motorizzazione dei Catalina prodotti in Unione Sovietica, fonti occidentali indicano trattarsi di radiali Mikulin M-62, a loro volta realizzazione su licenza del Wright Cyclone, mentre fonti di lingua russa indicano il motore semplicemente con la denominazione "M-62", con ciò facendo riferimento alla denominazione originariamente assegnata all'unità motrice Shvetsov ASh-62, sviluppata dal Wright Cyclone su progetto di Arkadij Dmitrievič Švecov.
Nel medesimo anno la Consolidated vendette un Model 28-4 all'aeronautica militare britannica, la Royal Air Force, che al termine delle prove di valutazione (il cui svolgimento, presso il Marine Aircraft Experimental Establishment di Felixstowe, fu interrotto dallo scoppio della seconda guerra mondiale), decise di adottare l'idrovolante per il proprio Coastal Command assegnandogli (per la prima volta) il nome "Catalina" (dal nome dell'isola californiana al largo di Los Angeles), che sarebbe stato successivamente adottato ufficialmente anche dalle autorità statunitensi.
Lo scoppio della guerra comportò nuovi massicci ordini per l'idrovolante della Consolidated, particolarmente da parte della RAF: per far fronte a queste nuove commesse furono avviate produzioni su licenza da parte della Canadian Vickers (in seguito divenuta Canadair) e della Boeing of Canada, mentre anche la casa madre raddoppiò le proprie linee di montaggio.
L'installazione di nuovi e più potenti motori e l'adozione di modifiche minori portò, nel corso del 1939, alla realizzazione della nuova variante "Model 28-5" (PBY-5 per l'U.S. Navy), battezzata "Canso" (dal nome della città della Nuova Scozia) dalla Royal Canadian Air Force.
Ancora nello stesso anno vide la luce la prima variante anfibia del Catalina, la PBY-5A: realizzata dalla casa madre (che dal 1943, fondendosi con la Vultee Aircraft, diede origine alla Convair) partendo dalla versione idrovolante, mediante l'aggiunta del carrello d'atterraggio retrattile in fusoliera, comportò marginali differenze nelle prestazioni e contribuì considerevolmente alla diffusione del velivolo, conferendogli una maggiore versatilità d'impiego.
Sempre partendo dal Model 28-5, una nuova variante denominata PBN-1 Nomad venne realizzata dalla Naval Aircraft Factory: le modifiche consistevano nella revisione dello scafo e dei piani di coda, nel rifacimento dell'impiantistica interna del velivolo e nell'aumento della capacità dei serbatoi di carburante.
L'ultima evoluzione del progetto, nota come "Model 28-6", recepì le modifiche precedenti che, unite ad altri interventi di dettaglio, diedero vita alla versione idrovolante PB2B-2 (costruita dalla Boeing of Canada) e a quella anfibia PBY-6A (realizzata dalla Consolidated). La produzione del Catalina ebbe termine nel 1944.

## Tecnica

### Cellula

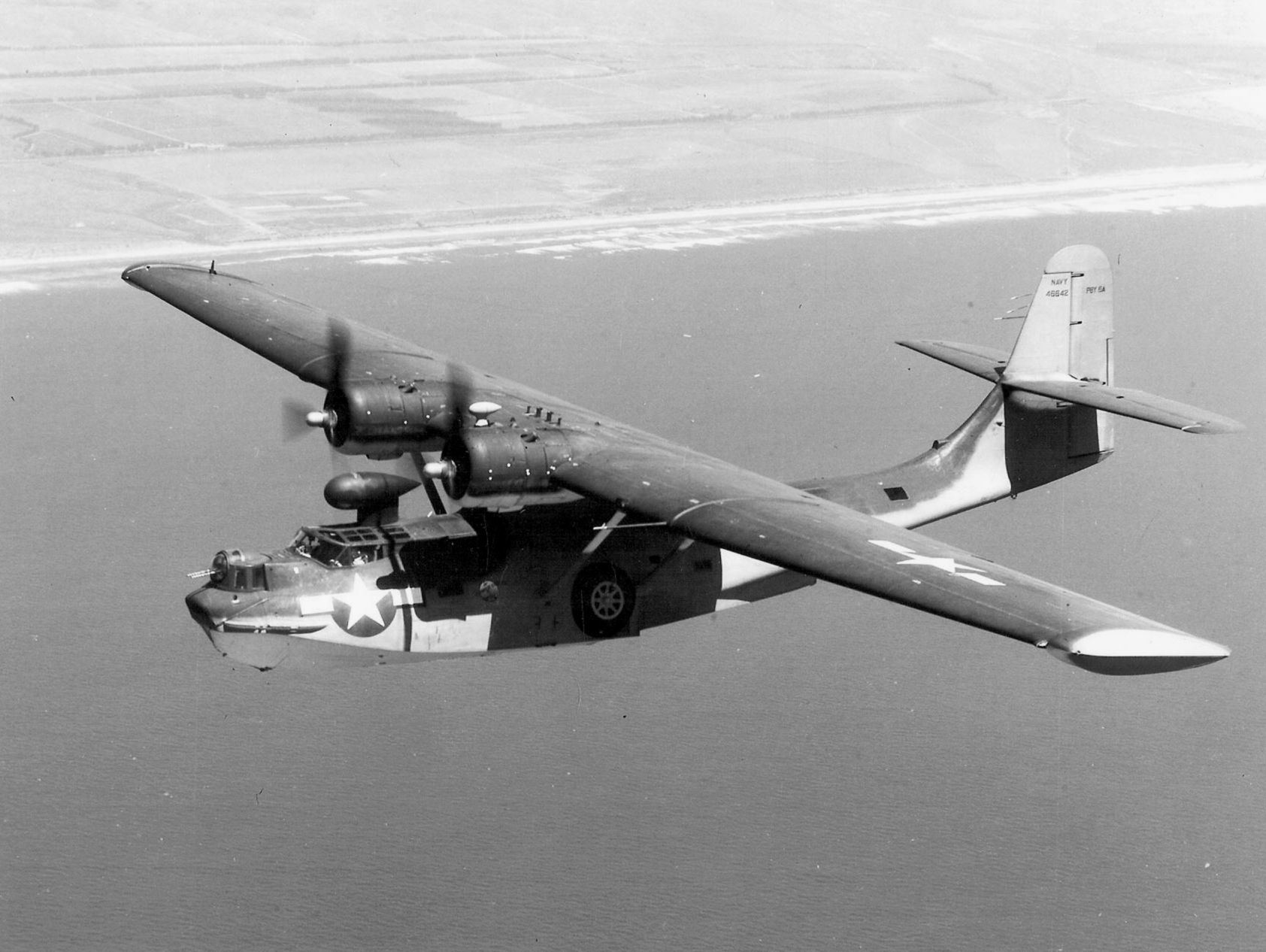
Un PBY-6A in volo; si noti il pod contenente l'apparecchiatura radar al di sopra dell'abitacolo e la ruota della gamba sinistra del carrello retratta nel lato della fusoliera (ma parzialmente esposta).

Il Consolidated Model 28 era un idrovolante a scafo centrale dalla struttura interamente metallica. La fusoliera era realizzata su un solo piano, diversamente da quella di molti altri idrovolanti (detti per questo "a doppio ponte"); lo scafo inferiore presentava un doppio gradino, uno nella zona centrale del velivolo e l'altro che raccordava la parte inferiore con il tronco di coda. La parte superiore della fusoliera aveva disegno semicircolare, dal quale spiccavano la postazione vetrata anteriore per il bombardiere e la cabina di pilotaggio a posti affiancati. All'estremità di prua era disposto un finestrino di puntamento dotato di paratia a saracinesca (che veniva abbassata durante le manovre di ammaraggio), che trovava impiego anche durante le operazioni di ormeggio.
Dietro ai piloti erano alloggiati il marconista e il navigatore; alle loro spalle, nel pilone centrale che sosteneva l'ala, trovava posto un meccanico addetto ai motori: la postazione era ricavata nella parte superiore del pilone (al fine di poter visionare le gondole dei motori) ed era dotata di due fornelli elettrici e serbatoio per l'acqua. La sezione posteriore della fusoliera ospitava le postazioni laterali per le mitragliatrici (ricoperte dalle caratteristiche bolle vetrate a partire dalla versione PBY-4) e aveva funzione di dormitorio, equipaggiata con letti a castello, particolarmente utili nel caso di missioni lunghe e distanti dalle basi di appartenenza.
L'ala era posizionata a parasole, sostenuta dal pilone centrale e da una coppia di aste di controvento per ciascun lato. Gli alettoni erano ricoperti in tela. Alle estremità delle semiali erano disposti i galleggianti stabilizzatori dotati di sistema di ritrazione: una volta in volo questi galleggianti venivano richiamati verso l'esterno, fino a formare l'estrema propaggine delle estremità alari. L'impennaggio, infine, aveva dimensioni generose ed era di tipo cruciforme, con i piani orizzontali a sbalzo.
A partire dalla versione PBY-5 fecero la loro comparsa le varianti anfibie, dotate di carrello d'atterraggio retrattile, di tipo triciclo anteriore, con gli elementi posteriori monoruota che si ritraevano nella parte centrale della fusoliera, lasciando la ruota a sporgere parzialmente dal corpo del velivolo.

### Motori
La propulsione del Catalina venne affidata a due radiali Pratt & Whitney R-1830 Twin Wasp: questo motore a 14 cilindri, disposti su due stelle e raffreddati ad aria, accompagnò costantemente lo sviluppo del pattugliatore della Consolidated, puntualmente aggiornato, a sua volta, nelle versioni disponibili: in questo modo la potenza erogata passò dagli 800 hp degli esemplari installati sul prototipo, ai 1.200 hp di quelli impiegati nelle ultime versioni del velivolo.
Le eliche erano generalmente Hamilton Standard del tipo tripala, metalliche, a passo variabile, anche se su alcuni esemplari vennero montate eliche costruite dalla Curtiss Electric.

### Sistemi
Il Catalina fu uno dei primi velivoli statunitensi, unitamente ai Douglas B-18, a impiegare apparati radar. Gli esemplari impiegati dal Coastal Command della RAF furono dotati di apparati radar ASV (Air-to-Surface Vessel) per la ricerca dei sommergibili nella fase di emersione mentre, sempre in funzione antisommergibile, alcuni esemplari vennero dotati di apparecchiature MAD (Magnetic Anomaly Detector); l'impiego di questa apparecchiatura fece guadagnare ai velivoli il soprannome di Madcat (letteralmente, "gatto pazzo"). Risulta inoltre che su alcuni esemplari sia stato montato un dispositivo simile all'anello Mausi tedesco, al fine di rintracciare e far detonare le mine navali.

### Armamento
La difesa del Catalina era affidata a 4 diverse postazioni armate: una all'estrema prua dotata di una, o due, mitragliatrici calibro .30, un'altra disposta posteriormente in posizione ventrale - anche in questo caso armata con una mitragliatrice calibro .30 - e due laterali equipaggiate ciascuna con una mitragliatrice calibro .50.
L'armamento di caduta era alloggiato al di sotto delle semiali e poteva essere costituito da bombe (fino a 4.000 lb, pari a 1.814 kg) oppure da due siluri o, ancora, da cariche di profondità.

## Impiego operativo
Il Model 28, realizzato per rispondere alle esigenze dell'U.S. Navy, ricevette (già nel 1937) alcuni ordini in ambito commerciale: in particolare due esemplari di Model 28-2 vennero venduti allo zoologo e filantropo statunitense Richard Archbold che li battezzò, rispettivamente, "Guba I" e "Guba II". Il primo dei due velivoli fu rivenduto al governo sovietico che lo impiegò nel corso dell'infruttuosa ricerca del pilota (ed eroe dell'Unione Sovietica) Sigizmund Aleksandrovič Levanevskij, disperso durante un volo transpolare. L'aereo venne poi impiegato come trasporto e sopravvisse fino al 1942 quando, il 25 luglio, andò distrutto durante il bombardamento del porto di Novaja Zemlja operato da un U-Boot tedesco.

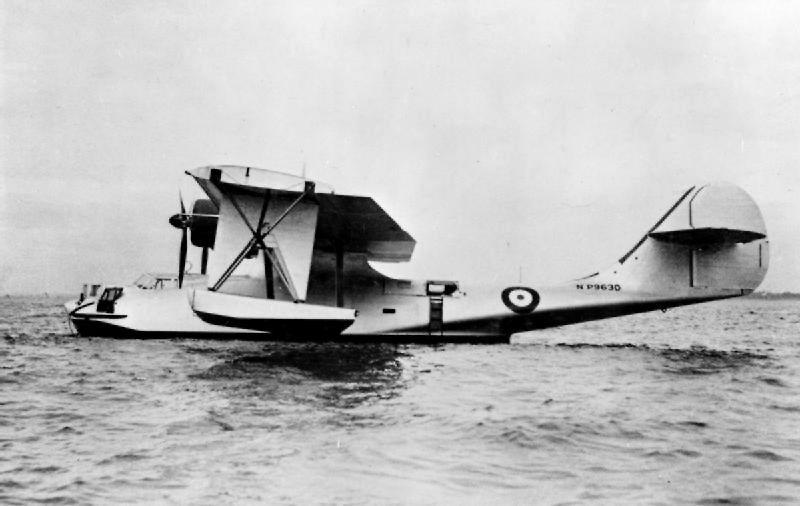
Il primo esemplare di Model 28-5 venduto al Regno Unito per le prove valutative.

Le doti di affidabilità e robustezza evidenziate nel rigido clima polare valsero all'idrovolante della Consolidated l'attenzione delle autorità aeronautiche sovietiche, che ne acquistarono la licenza di costruzione impiantando una linea di montaggio nelle officine di Taganrog (le stesse che producevano i velivoli progettati da Georgij Michailovič Beriev).
Il "Guba II" venne utilizzato dallo stesso Archbold, nel 1937, durante una spedizione scientifica in Nuova Guinea; venne poi acquistato dalla BOAC, che lo utilizzò per collegamenti nei territori dell'Africa Occidentale Britannica fino al 1944, quando venne distrutto da una tempesta.
Un terzo esemplare ad uso civile, in questo caso un Model 28-4, venne acquistato nel giugno del 1939 dalla American Export Airlines e impiegato per testare le prime rotte commerciali sull'Atlantico settentrionale (in particolare la rotta New York, Horta, Biscarrosse, Marsiglia), proposte dalla compagnia per trasporti di posta e merci. Venne poi preso in carico dalla U.S. Navy nel 1944.
Un altro esemplare, questa volta un Model 28-4, fu acquistato dall'Air Ministry britannico per una serie di prove valutative; anche in questo caso le caratteristiche del velivolo convinsero il potenziale acquirente che decise di acquistarlo assegnandogli il nome che lo contraddistinse, seppur con qualche eccezione, per tutta la lunga vita operativa.
Il repentino peggioramento del clima politico internazionale e lo scoppio della seconda guerra mondiale determinarono il destino del "Cat" (come venne presto ribattezzato) come macchina militare tanto che, alla fine, finì per diventare in assoluto l'idrovolante prodotto nel maggior numero di esemplari. Largamente impiegato in patria (dall'U.S. Navy, dagli United States Army Air Corps e dalla United States Coast Guard) e nel Regno Unito (dalla RAF), fu scelto anche da numerose forze aeree alleate: RAAF, RCAF, RNZAF, V-VS ne furono i principali utilizzatori in compiti che andarono ben oltre quello inizialmente previsto di pattugliatore; il Catalina venne così impiegato per compiti di scorta ai convogli, nella lotta antisommergibile, nell'attacco notturno alle navi (grazie all'impiego di apparecchiature radar), nel trasporto e nel traino dei bersagli.
Nel dopoguerra se ne servirono anche l'Aviation navale, la Kongelige Norske Luftforsvaret, la Svenska Flygvapnet e, in quantitativi variabili, diverse altre aeronautiche militari; negli Stati Uniti i Catalina rimasero in servizio fino alla seconda metà anni cinquanta così come all'inizio del decennio i GST sovietici (ricevuto il nome in codice NATO "Mop", spazzolone) attendevano di essere rimpiazzati dai Beriev Be-6.
La conclusione della seconda guerra mondiale portò alla dismissione di numerosi esemplari dalle forze armate che li avevano in dotazione, il che diede inizio a una "seconda giovinezza" del Catalina sia in ambito militare che sul mercato dell'aviazione commerciale e da diporto. Numerosi operatori locali impiegarono il "Cat" su linee secondarie mentre alcuni esemplari andarono direttamente a privati che li impiegarono a titolo personale o per le loro attività: tra questi viene ricordato l'eclettico oceanografo francese Jacques-Yves Cousteau che utilizzò un PBY-6A (matricola N101CS) per la realizzazione di documentari e sul quale, nel 1979, trovò la morte il figlio Philippe, in seguito a un incidente occorso nella fase di ammaraggio.
L'ultimo utente militare è stata la Força Aérea Brasileira che ne mantenne operativi alcuni esemplari, unitamente ad alcuni C-47, fino al 1982. Tra gli esemplari giunti fino ai giorni nostri, alcuni risultano ancora operativi, utilizzati in particolare per la lotta aerea antincendio o come warbird nelle manifestazioni di rievocazione storica.

### Australia

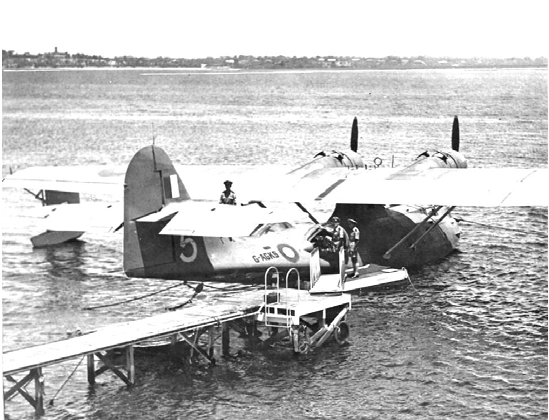
Un Catalina della RAF impiegato dalla Qantas nel "viaggio dalla doppia alba".

Il Catalina fu impiegato dalla Royal Australian Air Force a partire dal febbraio 1941. La RAAF ricevette, almeno inizialmente, velivoli originariamente destinati alla Francia che, a causa dell'armistizio, non fecero in tempo a giungere a destinazione. La RAAF classificò A-24 tutti gli esemplari ricevuti, indipendentemente dalla serie d'origine e dall'impiego cui furono destinati (in genere pattugliamento marittimo e soccorso in mare). Rimasti in servizio anche nel dopoguerra, i Catalina furono definitivamente dismessi dalla RAAF nel maggio del 1953, in genere venduti a operatori privati.
A partire dal giugno del 1943 l'Air Ministry, il Ministero dell'Aria britannico, e le compagnie aeree British Overseas Airways Corporation e Qantas raggiunsero un accordo per ripristinare i collegamenti tra il Regno Unito e l'Australia, all'epoca interrotti, nell'ambito della guerra del Pacifico, a causa dell'avanzata giapponese nel sud-est asiatico. Sulla linea vennero impiegati 5 Catalina, successivamente affiancati da Liberator e Lancastrian appositamente modificati, che collegarono Perth a Koggala (città situata nel sud dell'isola di Ceylon, all'epoca sede di una base della RAF). Si trattava, all'epoca, del volo non-stop più lungo mai realizzato, con i suoi 5.652 km (3.052 nmi) che, in ragione della velocità media del Catalina, aveva una durata variabile tra le 28 e le 32 ore e venne soprannominato come "il viaggio dalla doppia alba". Il volo doveva avvenire in un totale, e comprensibile, silenzio radio e i piloti dovevano ricorrere alla navigazione astronomica per orientarsi in assenza di indicazioni da terra. I 5 Catalina, forniti dall'Air Ministry, ricevettero pertanto il nome di 5 delle stelle impiegate per la definizione della rotta: Rigel, Spica, Altair, Vega e Antares.
Al termine della guerra i 5 velivoli, in ossequio agli accordi previsti dalla Legge Affitti e Prestiti sulla base della quale erano stati forniti al Regno Unito, vennero affondati; avevano portato a termine complessivamente 271 traversate, coprendo oltre 1,5 milioni di km e trasportando 648 passeggeri, il tutto senza aver mai registrato un singolo incidente.
Nel dopoguerra la Qantas acquistò altri Catalina dismessi dalla RAAF e li impiegò per collegamenti con la Nuova Caledonia, le Nuove Ebridi, le Isole Figi e l'Isola di Lord Howe; gli ultimi 2 vennero rivenduti nel novembre del 1958.

### Brasile
Il Brasile fu uno dei paesi che impiegarono il Catalina nel corso della seconda guerra mondiale. Uno degli episodi che vide tra i protagonisti gli idrovolanti delle forze armate brasiliane fu l'affondamento dell'U-Boot di Tipo IX-D2 U-199, avvenuto il 31 luglio del 1943, di cui fu co-protagonista il Catalina battezzato Arará (nome ereditato da una nave da carico, a sua volta affondata da un U-Boot qualche tempo prima).

### Canada
La Royal Canadian Air Force ricevette i Catalina in tempo per rendere operativo il No. 116 Squadron alla fine del mese di giugno del 1941; provenienti da un lotto destinato alla RAF, gli aerei andarono a rimpiazzare i biplani Supermarine Stranraer, ormai obsoleti e privi dell'autonomia necessaria a contrastare gli U-Boot tedeschi nell'Oceano Atlantico.
Tra Catalina e Canso, come vennero denominati localmente gli esemplari realizzati nelle officine canadesi della Boeing o della Vickers, la RCAF ricevette in totale 254 velivoli, con i quali furono complessivamente equipaggiati 13 squadron: 5 stanziati sulla costa occidentale, 6 su quella orientale, uno operante da basi islandesi e scozzesi e uno sull'isola di Ceylon.

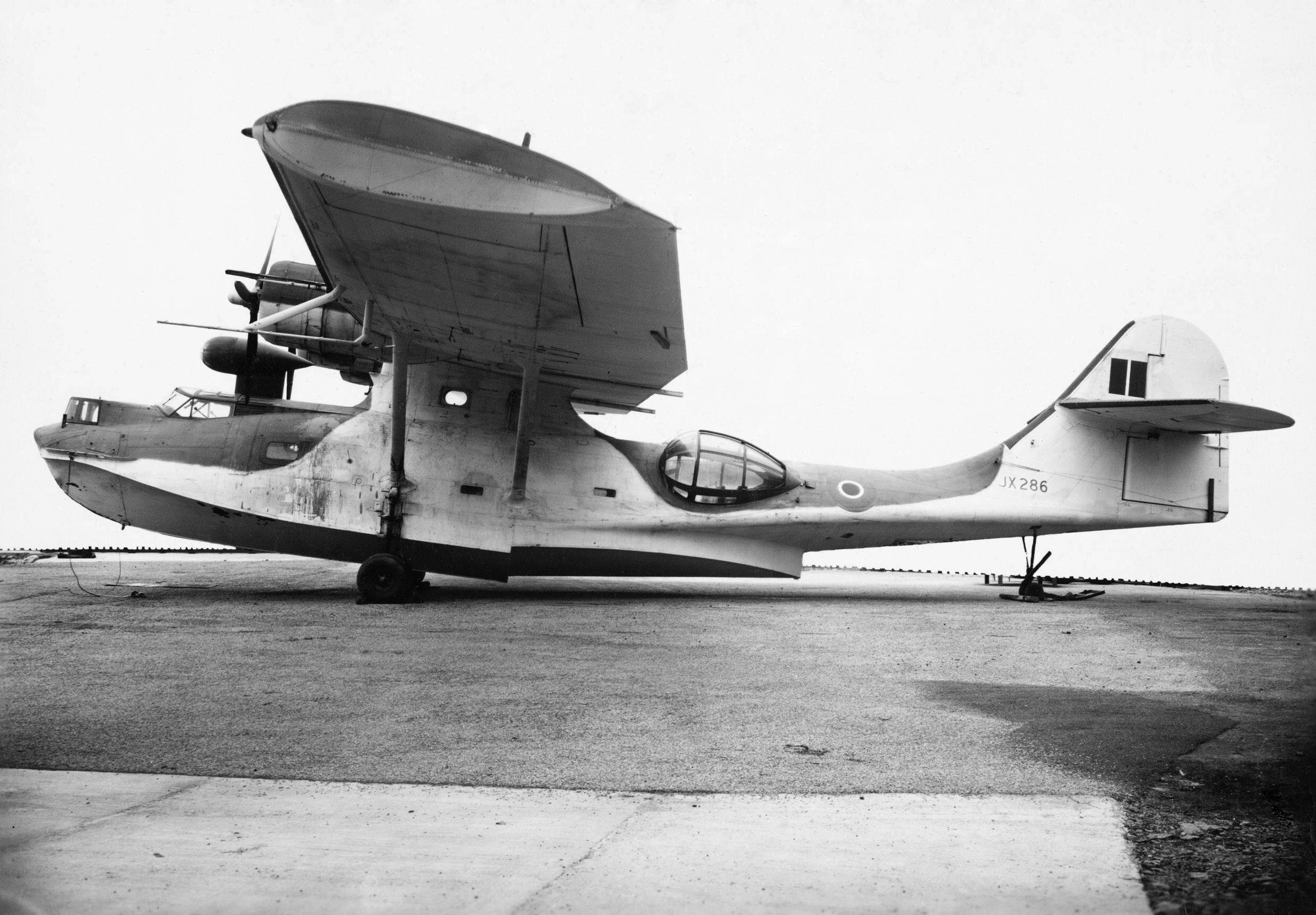
Un Catalina Mk.IVB del Coastal Command. La fotografia evidenzia le "bolle" vetrate sui lati della parte posteriore della fusoliera.

Tra gli episodi che videro protagonisti i Catalina appartenenti a reparti canadesi vengono ricordati l'individuazione della flotta giapponese che il 4 aprile del 1942 si stava avvicinando a Ceylon e l'affondamento dell'U-1225, avvenuto il 24 giugno del 1944 a nord-ovest di Bergen.

### Francia
L'Aéronautique navale, al fine di riammodernare alcune delle proprie unità da ricognizione, all'inizio del 1940 ordinò 40 esemplari del Catalina, le cui consegne avrebbero dovuto iniziare nel corso del quarto trimestre di quello stesso anno. La resa ai nazisti impedì, come detto, ogni consegna.
La componente navale delle riorganizzate Forces aériennes françaises libres ricevette 43 velivoli, con i quali diede vita a due Flottille d'Exploration (6ème e 8ème) che, dopo un periodo di addestramento negli Stati Uniti, divennero operative rispettivamente nel settembre del 1943 e nell'aprile del 1944 e vennero trasferite ad Agadir per iniziare le operazioni. Impiegati nella lotta ai sommergibili tedeschi nelle acque del mar Mediterraneo, i velivoli vennero successivamente trasferiti in Corsica e destinati alla sorveglianza delle coste italiane e all'individuazione dei campi minati.
Mentre gli esemplari perduti o danneggiati vennero rimpiazzati con i pattugliatori Lockheed Ventura, nell'ottobre del 1945 alcuni degli esemplari superstiti furono progressivamente trasferiti nei territori dell'Indocina dove, rischierati a Saigon, prestarono servizio fino al febbraio del 1951, quando furono definitivamente sostituiti con i più recenti Privateer.
Gli esemplari rimasti sul territorio nazionale e quelli rientrati dall'Indocina furono successivamente impiegati nel corso della guerra d'Algeria, tra il 1954 e il 1962. Tre anni dopo, nel marzo del 1965, 3 velivoli vennero inviati nella Polinesia francese, tra le componenti logistiche che seguirono gli esperimenti nucleari svolti presso il Centre d'expérimentation du Pacifique. Malgrado alcuni incidenti di volo avessero costretto le forze armate all'assegnazione di nuovi velivoli, i 3 esemplari portarono a termine la loro missione e furono gli ultimi Catalina in servizio con l'Aéronautique navale. Immagazzinati nel 1971 a Faa'a, vennero rivenduti al Cile nel marzo del 1972.

### Danimarca
La Danimarca acquistò nel giugno del 1947 6 esemplari di PBY-5A, seguiti da altri 2 nel corso del 1951 e da altri 8 anfibi della versione più recente PBY-6A. L'impiego principale dei Catalina danesi riguardò missioni di soccorso (SAR) o di osservazione idrogeologica, prevalentemente in Groenlandia.
Un esemplare partecipò alla missione scientifica Galathea, svoltasi nel 1950, durante la quale furono effettuate prevalentemente ricerche a carattere oceanografico, la più rinomata delle quali è la misurazione della profondità della Fossa delle Filippine.
Gli ultimi esemplari superstiti vennero radiati nel novembre del 1970.

### Norvegia
I primi Catalina "norvegesi" ebbero le insegne della RAF in quanto impiegati, in esilio, da personale norvegese inquadrato in appositi reparti dell'aviazione del Regno Unito; il loro compito principale era quello della guerra ai sottomarini tedeschi nelle acque prospicienti la madre patria.
Nel dopoguerra, anche in questo caso, i ruoli principali riguardarono il salvataggio in mare, il trasporto e, occasionalmente, la ricerca, per la pesca, dei banchi di aringhe.
Sei nuovi esemplari della versione anfibia PBY-5A vennero acquistati nel corso del 1953; il Catalina rimase in servizio con la Kongelige Norske Luftforsvaret fino al 1961.

### Nuova Zelanda
La RNZAF ricevette un primo lotto di 22 velivoli, idrovolanti della serie PBY-5, nel periodo compreso tra aprile e ottobre del 1943 e un secondo lotto, ancora idrovolanti ma della serie PB2B-1 prodotta in Canada dalla Boeing, composto da 24 aerei consegnati tra l'aprile e il novembre del 1944.
Mantenuti nei reparti di volo anche nel dopoguerra, gli esemplari superstiti furono progressivamente utilizzati come pezzi di ricambio o definitivamente radiati tra il 1949 e il 1956.

### Regno Unito
Come molti altri velivoli di origine statunitense, il Catalina vide i primi impieghi in combattimento inquadrato in reparti del Regno Unito: i primi, dei circa 700 esemplari impiegati dalla RAF, entrarono in servizio nei primi mesi del 1941 con il Coastal Command e prima della fine dell'anno erano già 7 gli squadron che impiegavano i "Cat".
Tra questi vi fu il No. 209 Squadron al quale apparteneva l'esemplare che il 26 maggio del 1941 riuscì a localizzare la corazzata tedesca Bismarck, che era riuscita a far perdere le proprie tracce in seguito alla battaglia dello stretto di Danimarca.
L'impiego dei "Cat" nel Regno Unito, per quanto affiancati da velivoli con base a terra (come il Vickers Warwick), continuò per tutto il conflitto e fu, ancora una volta, un Catalina a far registrare l'ultimo affondamento di un U-Boot tedesco da parte del Coastal Command, quando un aereo del No. 210 Squadron colò a picco il 7 (oppure l'8) di maggio del 1945 l'U-320 al largo di Bergen.
I Catalina della RAF furono impiegati anche nel sud-est asiatico, operando sia dalle basi dell'India che da Singapore. Emblematiche, per la situazione dell'epoca, le vicende del No. 205 Squadron: esso, equipaggiato nei primi mesi del 1941 con i Catalina, fu costretto progressivamente a ritirarsi da Singapore e, in seguito, dalle Indie Orientali Olandesi per giungere, infine, decimato in territorio australiano nel marzo del 1942, mese nel quale rimanevano operativi solamente 2 velivoli.
Minor impiego ebbero infine i 6 reparti schierati in territorio africano, che operarono in un teatro nel quale l'attività del nemico era meno consistente e costante.

### Stati Uniti d'America
Negli Stati Uniti il Catalina venne impiegato dall'U.S. Navy, dalla U.S. Coast Guard (con la medesima denominazione di PBY) e dall'U.S.A.A.F. (che lo identificò come OA-10). La componente aerea dello United States Army (esercito) ne ebbe in servizio circa 380 e la guardia costiera poco più di un centinaio; in seno a queste forze l'impiego dei "Cat" fu prevalentemente orientato alle missioni di soccorso e di ricognizione costiera. L'utilizzatore principale fu quindi l'aviazione della marina, che ricevette i primi esemplari nel corso del 1936.

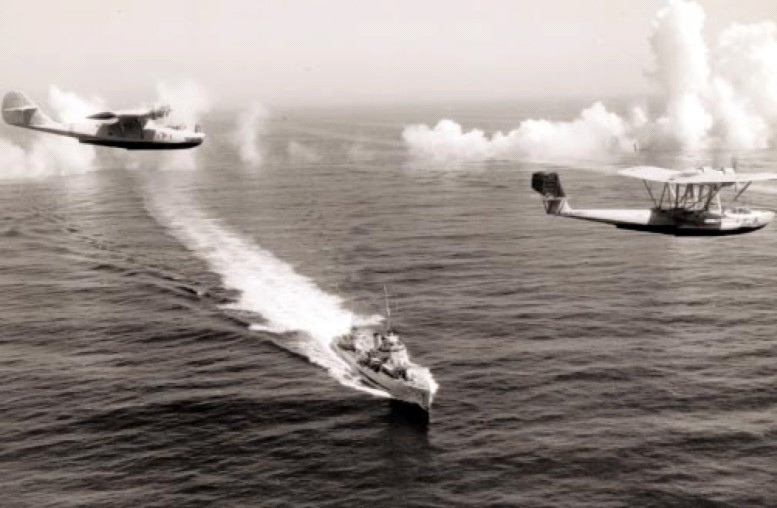
Un Catalina e un P2Y nel corso di un'esercitazione nel 1936.

In tempo di pace l'attività degli squadron da ricognizione (identificati con la sigla "VP") era sostanzialmente di tipo addestrativo; la firma del Neutrality Act del 1939 e la successiva introduzione della sorveglianza delle coste fornì un utile bagaglio di esperienza per il successivo periodo bellico.
L'attacco a Pearl Harbor ebbe tra i propri effetti quello di decimare gli effettivi dei 6 reparti da ricognizione di base sull'isola di Oahu: dei 68 PBY alla fine della giornata ne restavano utilizzabili 14, unitamente a un solo velivolo superstite del VP di base all'atollo di Midway.
Uno dei Catalina in servizio a Oahu contribuì all'affondamento del sommergibile giapponese operato dal cacciatorpediniere USS Ward, nel corso del primo combattimento del 7 dicembre. Per sopperire alla sopravvenuta mancanza di velivoli da ricognizione 4 squadron VP, uno dei quali stava ancora svolgendo le proprie attività di addestramento iniziale, furono trasferiti da basi dell'Atlantico verso quelle del Pacifico.
Tre giorni dopo alcuni Catalina di base a Cavite, nelle Filippine, furono i primi velivoli statunitensi ad attaccare navi di superficie giapponesi quando intercettarono, senza particolare successo, gli incrociatori Ashigara e Maya. In questo, come in altri casi, nel corso delle azioni di bombardamento emersero i limiti del velivolo, in particolare la velocità di punta, inadeguata per difendersi dai caccia o per rappresentare una sorpresa per le difese antiaeree nemiche.
I Catalina erano dotati di un adattatore per trasportare un siluro al di sotto di ogni semiala (al posto delle bombe) e in cabina di pilotaggio era installato un Torpedo Director Sight dal quale il pilota poteva trarre informazioni relative al punto di lancio. Furono portate a termine, con qualche successo e con perdite minime di velivoli, diverse operazioni di siluramento, in particolare di notte ed effettuate da più di un velivolo per volta. Tuttavia la disponibilità di velivoli specificamente destinati al compito ridusse il numero di tali missioni dopo il 1943.
Nel frattempo, però, le vicende del conflitto avevano portato le truppe statunitensi, e con esse i reparti di volo dell'U.S. Navy che impiegavano i Catalina, a lasciare le Filippine per rischierare le residue forze rimaste in territorio australiano; nello specifico furono 4 i PBY superstiti che giunsero fino a Perth nei primi giorni di marzo del 1942.

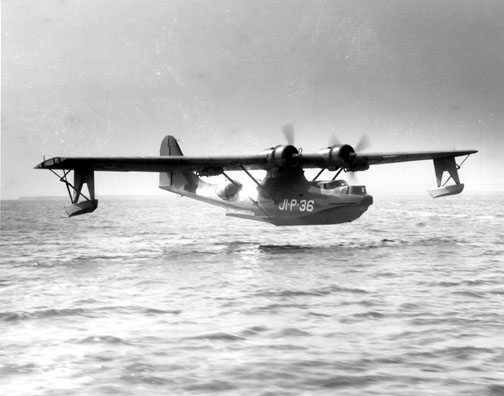
Un Catalina in ammarraggio; si noti il sistema grazie al quale i galleggianti laterali potevano essere retratti, venendo incorporati nelle estremità alari.

Il 3 giugno successivo un PBY di base a Midway divenne il più famoso pattugliatore marittimo, rilevando parte della flotta giapponese in avvicinamento, seguito (il giorno successivo) da un secondo velivolo che ne individuò la forza principale. Ne seguì la battaglia durante la quale la flotta imperiale giapponese perse 4 delle proprie portaerei e durante la quale i Catalina trassero in salvo 41 piloti abbattuti sul mare.
In quegli stessi giorni, più a nord, altri PBY erano impegnati a contrastare le operazioni giapponesi nelle Isole Aleutine.
Due mesi dopo i "Cat" presero parte alle operazioni della campagna di Guadalcanal e fu un PBY-5A il primo velivolo statunitense a posarsi sull'agognata pista dell'Henderson Field.
Le consistenti perdite subite nei primi tempi portarono, fin dal 1942 nel corso delle operazioni nelle isole Salomone, a sviluppare tattiche di attacco durante le ore notturne, ma il primo squadron ad essere specificamente adattato per le operazioni di attacco notturno fu il VP-12 i cui velivoli, completamente dipinti di nero (e per questo soprannominati "Black Cats") giunsero a Guadalcanal nel dicembre del 1942.
Altri reparti si aggiunsero nei mesi successivi e la capacità anfibia dei Catalina facilitò il loro spostamento con l'avanzamento del fronte. Migliorie negli apparati radar e nelle tattiche di combattimento consentirono di migliorare progressivamente l'efficacia delle azioni dei Black Cats, che ebbero un considerevole impatto sulla catena di rifornimenti giapponesi verso le basi ancora possedute sulle diverse isole del Pacifico.
Un altro compito che rese particolarmente popolari i Catalina fu costituito dalle missioni di soccorso svolte a favore di equipaggi di velivoli abbattuti o di navi attaccate dal nemico. Queste missioni divennero presto note come "Dumbo" (dal nome del personaggio creato dalla matita di Walt Disney, che inizialmente costituiva l'indicativo di chiamata dei voli) e, anche in questo caso a partire dalle operazioni nelle isole Salomone, vennero predisposte in anticipo nelle zone operative, con i Catalina stazionanti in una sorta di circuito di attesa.
Nel dopoguerra la vita operativa dei Catalina dell'U.S. Navy fu piuttosto breve: essi furono ben presto sostituiti dai più moderni Mariner e Privateer. Nel 1948 erano solo 5 i velivoli ancora in servizio operativo mentre alcuni altri erano in carico a reparti della riserva. Il 3 gennaio del 1957, con la radiazione dell'ultimo esemplare, il "cavallo da tiro" dell'aviazione navale della seconda guerra mondiale venne definitivamente consegnato alle pagine di storia.

### Svezia

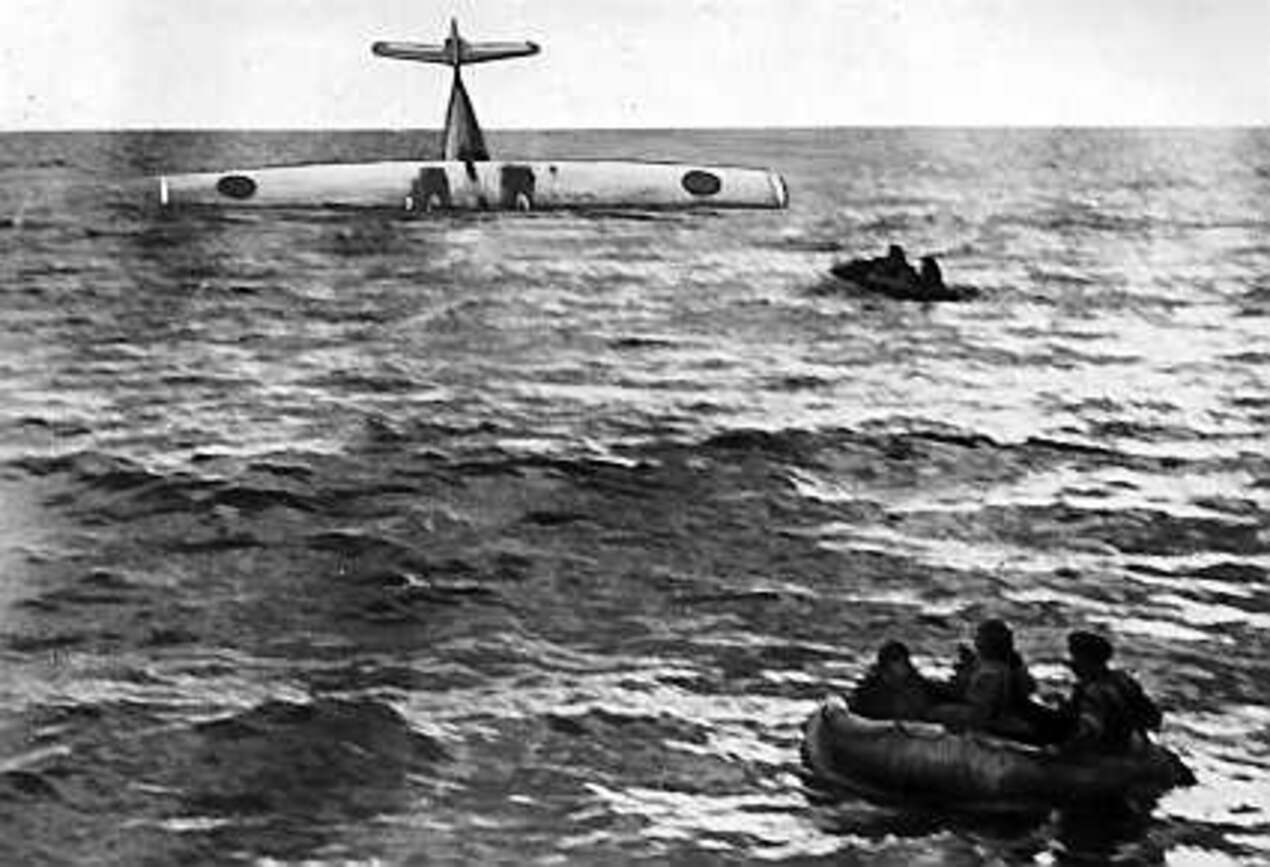
La foto del Catalina 47002 abbattuto dai MiG sovietici, scattata durante le operazioni di salvataggio dei membri dell'equipaggio.

La Svenska Flygvapnet acquistò nel 1947 tre esemplari (anfibi) costruiti in Canada dalla Vickers, classificandoli come Tp 47 (la sigla in lingua svedese indicava il ruolo di Transport). Privati di qualsiasi armamento e dotati di radar PS-19/A (designazione locale dell'apparato radar AN/APS3 installato sulla versione PBY-6A), vennero schierati nella base di Hägernäs (nei pressi di Täby) e impiegati anche in missioni di ricognizione e di salvataggio.
Uno dei tre Canso, matricola 47002, fu abbattuto da 2 MiG-15 il 16 giugno del 1952 nel corso delle ricerche del relitto di un altro velivolo svedese, un DC-3, anch'esso abbattuto dai sovietici 3 giorni prima nel corso di quella che, successivamente, sarebbe stata riconosciuta come una missione ELINT.
L'ultimo dei velivoli superstiti venne radiato nel 1966 ed è attualmente esposto presso il Flygvapenmuseum, nei dintorni di Linköping.

## Versioni

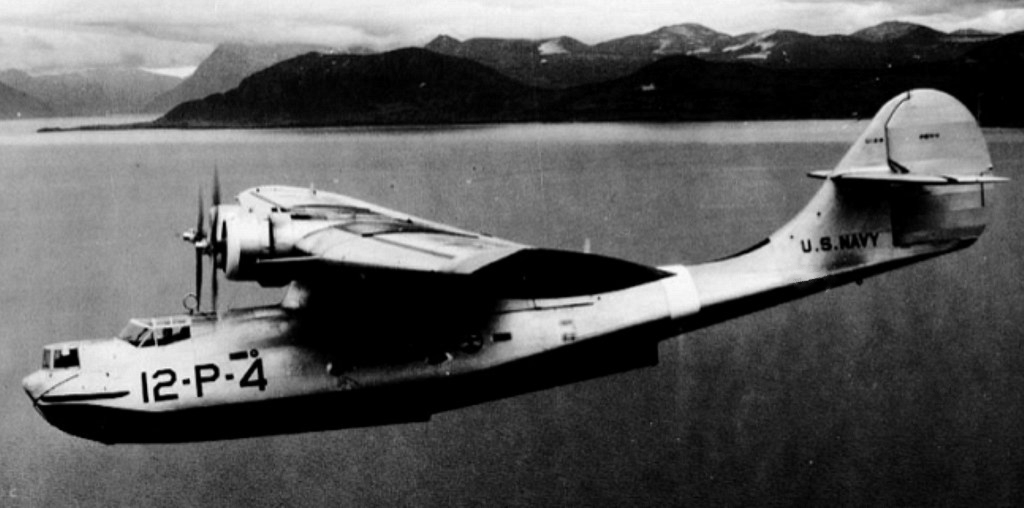
Un PBY-1 dello squadron VP-12 nel 1937

I dati sulle versioni, se non diversamente indicato, sono tratti da "Consolidated PBY Catalina" in US Warplanes.net.
Model 28
Fu la designazione di fabbrica del Catalina; le prime 4 versioni furono realizzate tra il 1935 e il 1938 e i 216 esemplari complessivamente costruiti uscirono tutti dalle catene di montaggio della Consolidated.
- XP3Y-1: prototipo destinato all'impiego come pattugliatore marittimo. Portato in volo per la prima volta il 21 marzo 1935. Riconsegnato al costruttore per la trasformazione in XPBY-1 (in quanto destinato anche al ruolo di bombardiere), effettuò il primo volo nella nuova configurazione quasi un anno dopo, il 19 marzo 1936[7].

Model 28-1
- PBY-1: dotato di motore Pratt & Whitney R-1830-64 Twin Wasp da 850 hp, timone di coda dalle forme arrotondate e torretta frontale; versione inizialmente denominata P3Y-1, fu costruita in 60 esemplari tra il 1936 e il 1937.

Model 28-2
- PBY-2: era una versione molto simile alla precedente; le principali differenze erano costituite dalla diversa struttura degli impennaggi. Ne furono realizzate 60 unità tra il 1937 e il 1938.

Model 28-3
- PBY-3: versione che introduceva la versione R-1830-66, da 900 hp, del Twin Wasp e serbatoi di carburante di maggior capienza. Furono 66 gli esemplari costruiti.

Model 28-4
- PBY-4: impiegava una versione ulteriormente migliorata del Twin Wasp, la R-1830-72 da 1.050 hp al decollo, che montava eliche dotate di ogiva. Ne vennero realizzati 33 esemplari tra il 1938 e il 1939.

Di queste prime 4 versioni del Catalina furono realizzati, indicativamente nel 1937, anche 7 esemplari venduti sul mercato civile; 3 di questi velivoli furono venduti all'Unione Sovietica, 2 dei quali servirono come modello per gli esemplari realizzati localmente su licenza.
La quinta versione del Catalina fu la prima realizzata dopo lo scoppio della guerra; l'incremento esponenziale del numero di esemplari richiesti comportò la realizzazione di nuove linee di produzione, di cui 3 esterne alla Consolidated; i velivoli realizzati dalla Vickers Canada (poi Canadair), dalla Boeing Canada e dalla Naval Aircraft Factory ricevettero, come previsto dal sistema di designazione dei velivoli, denominazioni diverse. Un'altra diversificazione, in questo caso nella denominazione interna della versione, dipese dalla forza armata destinataria dei velivoli, cui corrispondevano diverse dotazioni interne o differenze in dettagli marginali.
Model 28-5

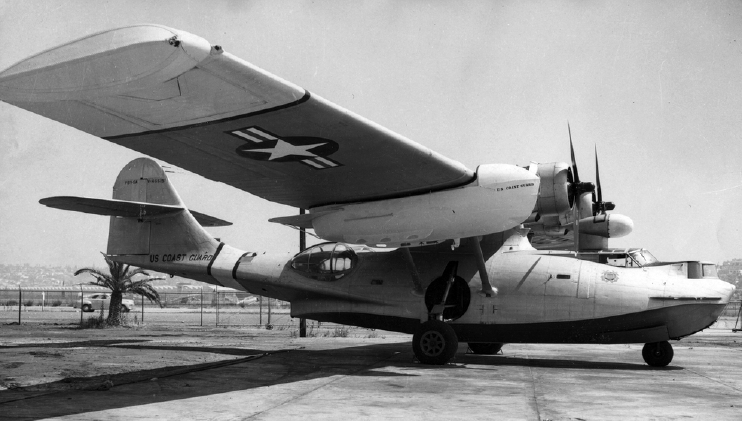
Un PBY-5A della U.S. Coast Guard; si noti il battello di salvataggio agganciato alla semiala destra.

- PBY-5: denominata Model 28-5, fu la prima versione dotata di "bolle" vetrate laterali nella zona posteriore della fusoliera; motorizzata con i Twin Wasp della serie R-1830-82. Venne costruita, tra il 1940 e il 1944, in 836 esemplari così suddivisi: 567 velivoli all'U.S. Navy, 90 alla RAF (Model 28-5ME, con la denominazione Catalina Mk.I), 55 all'australiana RAAF (Model 28-5MA, denominati A-24), 38 alle Indie Olandesi (Model 28-5MN), 13 alla Nuova Zelanda, 9 al Canada, 7 al Brasile e 3 al Cile. L'U.S. Navy cedette 5 dei suoi velivoli all'USAAF che li mise in servizio con la denominazione OA-10-CO.
- PBN-1: versione prodotta dalla Naval Aircraft Factory di Philadelphia; ebbe fusoliera rivista, nuovo impianto elettrico e serbatoi di carburante di maggior capienza. Dei 156 velivoli di questa serie, denominati Nomad, 17 andarono all'U.S. Navy e 139 all'Unione Sovietica, che diede loro la denominazione di KM-1 e KM-2.
- PB2B-1: si trattava di una variante della versione PBY-5 costruita dalla Boeing Aircraft of Canada di Vancouver, caratterizzata dalla torretta frontale di forma bombata. Ne furono realizzati 165 esemplari: 6 furono impiegati dall'U.S. Navy, 34 dalla RNZAF, 118 dalla RAF (con la designazione Catalina Mk.IVB) e 7 dall'australiana RAAF (sempre con il codice A-24).
- PBY-5A: variante anfibia della versione PBY-5 (Model 28-5A, denominata nel Regno Unito come Catalina Mk.IA); costruita complessivamente, tra il 1941 e il 1945, in 828 esemplari che andarono: 711 all'U.S. Navy, 46 all'Australia, 30 alla Francia Libera, 15 al Brasile, 14 al Canada (Model 28-5AMC, localmente denominati Canso A) e 12 alle Indie Olandesi (Model 28-5AMN). Anche in questo caso l'U.S. Navy cedette alcuni dei propri velivoli all'USAAF: in totale furono 53, che ricevettero (come già quelli della versione PBY-5) la denominazione OA-10-CO.
- Canso A: fu la designazione attribuita a 55 velivoli della versione PBY-5A assemblati presso la Boeing Aircraft of Canada con componenti prodotte direttamente dalla Consolidated. Vennero tutti impiegati dalla canadese RCAF. La Svezia acquistò 3 di questi aerei nel corso del 1947, assegnando loro la designazione Tp 47.
- PBV-1A: identificativo dei 369 esemplari anfibi della versione PBY-5A costruiti dalla Canadian Vickers Ltd. (divenuta nel 1944 Canadair Ltd.); di questi 139 andarono alla RCAF con la designazione Canso A e 230 furono acquistati dall'USAAF con la designazione OA-10A-VI (il suffisso VI stava a identificare il costruttore). Gli ultimi 57 velivoli realizzati furono i primi Canadair della storia ed ebbero designazione di fabbrica CL-1.
- PBY-5B: versione idrovolante sostanzialmente identica alla PBY-5, la cui produzione (pari a 339 esemplari) venne destinata alle seguenti forniture: 275 alla RAF (217 come Catalina Mk. IB, 7 Model 28-5ME designati Catalina Mk. II, 51 con designazione Catalina Mk. IVA), 52 al Canada (8 denominati Catalina Mk. IIB, 8 come Catalina Mk. IVA e 36 con denominazione locale Canso), 9 alla Nuova Zelanda (Catalina Mk. IVA), 2 all'Australia (A-24) e 1 all'U.S. Navy.

Model 28-6
- PB2B-2: versione solo idrovolante, simile alla PBN-1. Aveva timone di coda più alto e torretta frontale bombata; la Boeing Aircraft of Canada ne costruì 67 esemplari di cui 8 per l'U.S. Navy, 12 per la RAF (che li designò Catalina Mk. VI) e 47 per la RAAF (che mantenne immutata la designazione A-24).
- PBY-6A: variante anfibia, derivata dalla PBY-5A. Dei 175 velivoli costruiti, 48 furono consegnati all'Unione Sovietica mentre i rimanenti 127 andarono all'U.S. Navy che, ancora una volta, ne cedette 10 all'USAAF, la quale assegnò loro la designazione OA-10B-CN.

Produzione su licenza in Unione Sovietica
- GST: versione prodotta in Unione Sovietica, presso gli impianti industriali di Taganrog. La denominazione (dal cirillico Гидро Самолет Транспортный, Gidro Samolet Transportnyj) indica "Aereo Idrovolante da Trasporto". Alcuni esemplari, privati dell'armamento, furono impiegati con la designazione MP-7 (in cirillico la sigla МП, indicava un Морской Почтовый, Morskoj Počtovyj) letteralmente "Postale Marino". I dati relativi alla produzione sovietica sono riportati in modo estremamente difforme a seconda delle diverse fonti; a fianco di numeri modesti (24[10] oppure 27[15]) si trovano indicazioni relative a una produzione ben più cospicua: per quanto non puntualmente indicati, gli esemplari costruiti in loco sarebbero centinaia[13][27] oppure, addirittura, oltre 1.000[14].

## Utilizzatori

### Civili
Se non diversamente indicato, i nominativi delle compagnie sono stati recuperati tramite Aviation Safety Network.
 Australia
- Qantas

 Brasile
- Panair do Brasil
- Cruzeiro do Sul

  Canada
- Austin Airways
- Buffalo Airways
- Canadian Pacific Air Lines
- Flying Fireman (servizio spegnimento incendi)
- Nordair
- Northern Wings
- Queen Charlotte Airlines
- Spartan Air Services

 Cile
- Aeroservicios Parrague (servizio spegnimento incendi)

 Colombia
- Aeropesca Colombia
- Agencia Interamericana de Aviación ("AIDA")
- Aries Aire (servizio spegnimento incendi)
- Avianca
- Interamericana de Aviacion
- Lineas Aéreas Interiores de Catalina
- Vías Aéreas de Colombia ("VIARCO")

() -  Groenlandia
- Greenlandair

 Hong Kong
- Cathay Pacific Airways

 Norvegia
- Vingtor Luftveier

 Paraguay
- Transporte Aéreo Militar ("TAM Paraguay")

() -  Polinesia francese
- Réseau Aérien Interinsulaire ("RAI")

 Regno Unito
- Plane Sailing

  Stati Uniti
- Air America
- Airborne Fire Attack (servizio spegnimento incendi)
- Barringer Research Inc. (indagini e ricerche scientifiche)
- California Aircraft
- Drilling Muds (indagini e ricerche scientifiche)
- Liston Aircraft

### Governativi
Se non diversamente indicato, i nominativi degli enti sono stati recuperati tramite Aviation Safety Network.
 Canada
- British Columbia Forest Services (servizio spegnimento incendi)
- Gouvernement du Québec
- Newfoundland & Labrador Forestry Service (servizio spegnimento incendi)

 Francia

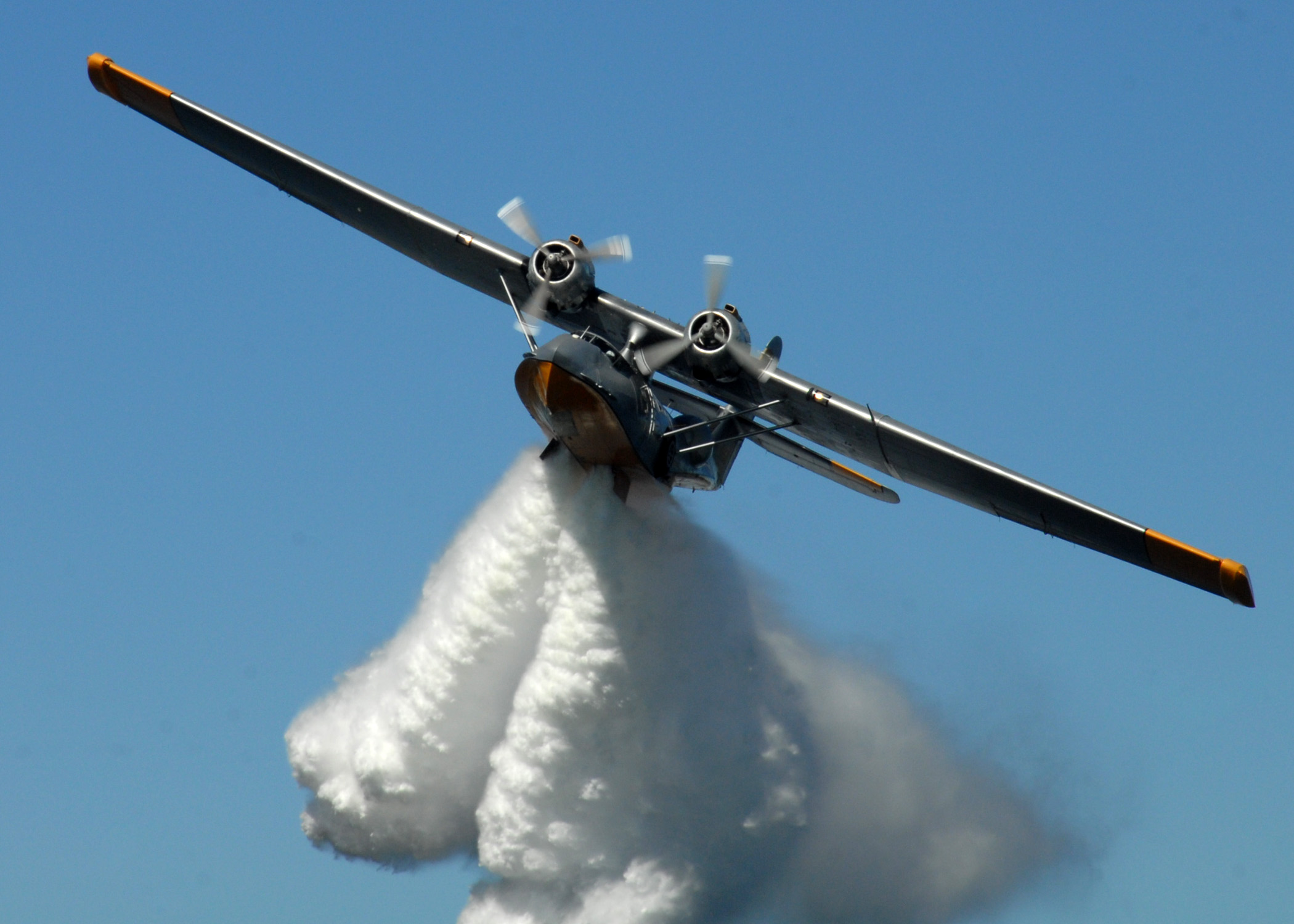
Un esemplare di Catalina in azione come waterbomber.

- Securité Civile (agenzia di protezione civile)

### Militari

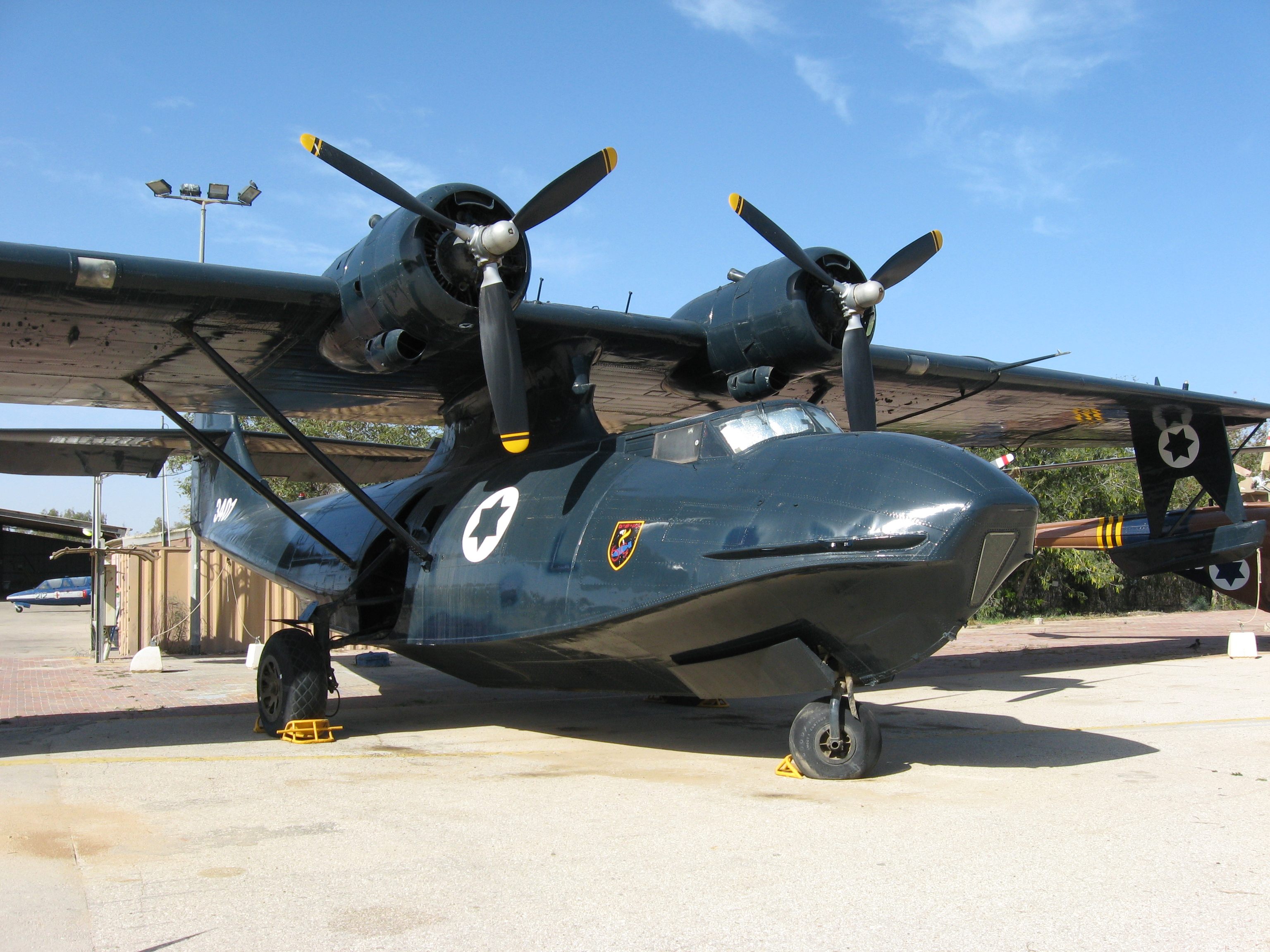
Un "Cat" con le insegne israeliane al museo dell'aviazione ad Hatzerim.

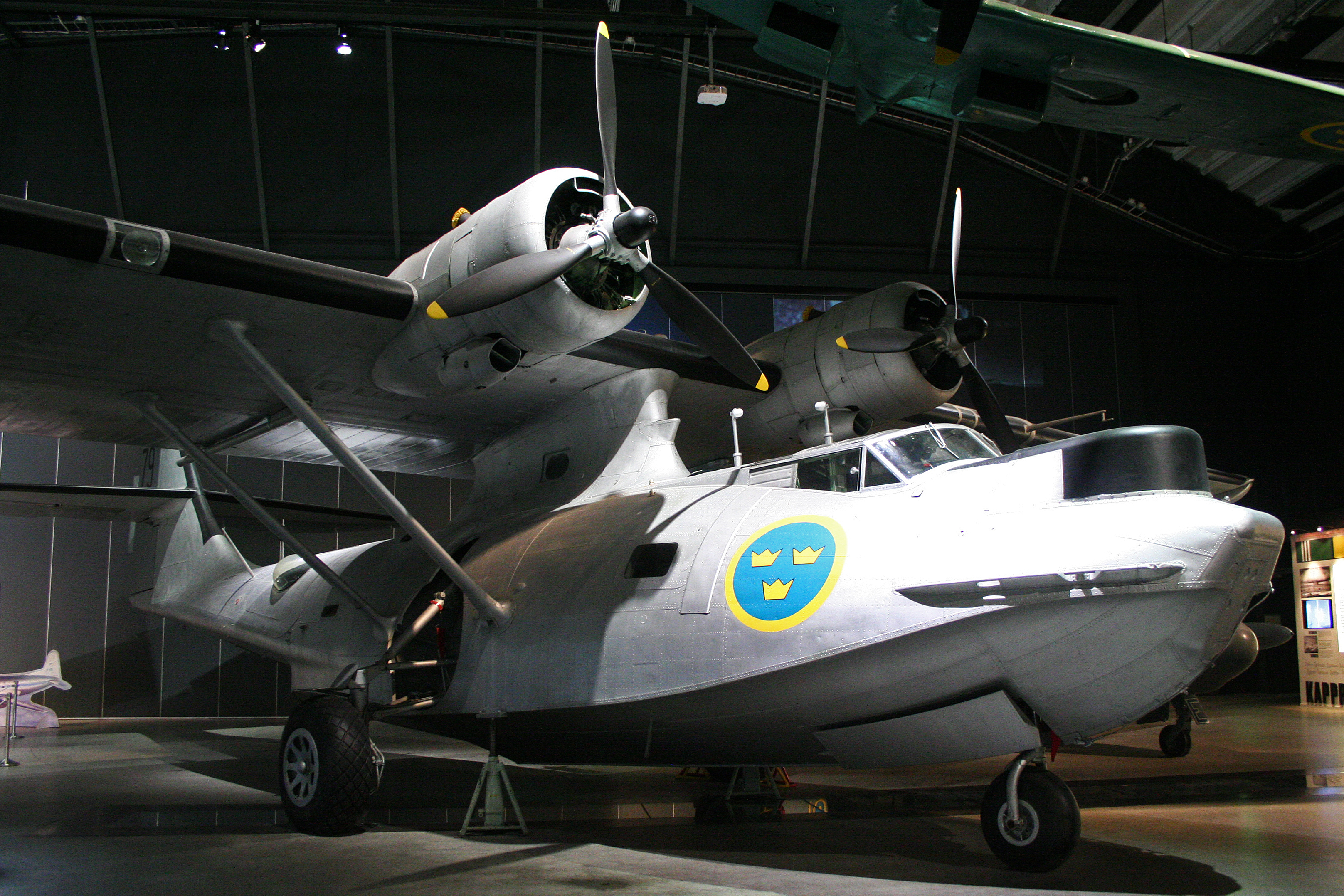
Consolidated PBY-5A Catalina (Tp 47), Svenska Flygvapnet

Argentina
- Aviación Naval

 Australia
- Royal Australian Air Force

 Brasile
- Força Aérea Brasileira

 Canada
- Royal Canadian Air Force

 Cile
- Servicio de Aviación de la Armada de Chile

 Colombia
- Aviación Naval

 Cuba
- Aviación Naval
- Defensa Anti-Aérea y Fuerza Aérea Revolucionaria

 Danimarca
- Marinens Flyvevæsen
- Flyvevåbnet

 Rep. Dominicana
- Fuerza Aérea Dominicana

 Ecuador
- Fuerza Aérea Ecuatoriana

 Francia
- Aéronautique navale

 Francia libera
- Forces aériennes françaises libres

 Giappone
- Kaijō Jieitai

2 PBY-6A in servizio dal 1956 al 1960.
 Indonesia
- Dinas Penerbangan Angkatan Laut RI

 Islanda
- Landhelgisgæsla Íslands

 Israele
- Heyl Ha'Avir

 Messico
- Fuerza Aeronaval

 Norvegia
- Kongelige Norske Luftforsvaret

 Nuova Zelanda
- Royal New Zealand Air Force

 Paesi Bassi
- Koninklijke Luchtmacht
- Marine Luchtvaartdienst

 Paraguay
- Aviación Militar

 Perù
- Servicio Aeronaval

 Regno Unito
- Royal Air Force

 Sudafrica
- Suid-Afrikaanse Lugmag

 Taiwan
- Chung-Hua Min-Kuo K'ung-Chün

 Stati Uniti
- United States Navy
- United States Army Air Corps
- United States Army Air Forces
- United States Air Force

 Svezia
- Svenska Flygvapnet

 Unione Sovietica
- Voenno-vozdušnye sily SSSR
- Aviacija Voenno-Morskogo Flota

 Uruguay
- Aviación Naval Uruguaya

## Nella cultura di massa
- Il PBY Catalina è presente nel videogioco Call of Duty: World at War nella missione "Black Cats", dove si interpreta il ruolo di uno degli artiglieri.
- Nel videogioco simulatore di volo Heroes of the Pacific è possibile pilotare questo velivolo in diverse missioni.
- Il Catalina è presente anche in una missione del videogioco Hidden & Dangerous.
- Il Catalina appare anche nel film Più forte, ragazzi! con Bud Spencer e Terence Hill. I due, con l'idrovolante, vogliono inscenare un incidente aereo, ma alla fine precipitano veramente.
- Nel primo capitolo del libro Enigma il PBY Catalina è pilotato dal personaggio principale Dirk Pitt insieme all'inseparabile Al Giordino su i cieli di Taso, l'isola greca scelta dallo scrittore come scenario per l'intero romanzo.